# Mein alter Freund Fritz
Mein alter Freund Fritz ist ein deutscher Fernsehfilm von Dieter Wedel aus dem Jahr 2007.

## Handlung
Der erfolgreiche, selbstbewusste Chirurg Professor Harry Seidel ist überzeugt, dass gute Medizin und wirtschaftliche Überlegungen sich gegenseitig ausschließen. Unbestritten ist seine fachliche Kompetenz, aber viele – allen voran der Personalleiter Manfred Zach – unterstellen ihm Kälte und Egoismus. Lydia, Harrys Ehefrau, wird von ihrem Fotografen-Kollegen Jim umworben. Nach zwanzig Ehejahren, so Lydia, habe sie halt nicht mehr so die Lust auf Harry und verweigert sich Jim nicht. Ein beinahe tödlicher Autounfall bringt das Leben von Harry und sein Weltbild ziemlich durcheinander. Er will nach dem Unfall noch nicht abtreten und zieht unwillentlich den vor gut zwanzig Jahren verstorbenen Freund Fritz ins Diesseits, wo nur er ihn sehen kann. Allerdings diskutiert Harry mit Fritz in Anwesenheit aller. Statt seinen Freund zu verheimlichen, streitet er sich lautstark mit ihm vor Kollegen und der Familie. Er gilt schließlich als unzurechnungsfähig.
Zach will ihn absetzen, doch vor den versammelten Ärzten gewinnt Seidel den Wortwechsel zwischen Chefarzt und Personalleiter. Daraufhin hat Zach verloren. Harrys Visionen von Fritz enthüllen sich endlich als Personifikation eines ungelösten Gewissenskonflikts: Harry hatte aus Feigheit Fritz nicht über dessen Krankheit aufgeklärt und war der Todesstunde des Freundes ebenfalls feige ferngeblieben. Der Konflikt und seine verstörenden Auswirkungen auf Harrys Umfeld zwingen ihn, neue Prioritäten zu finden. Während Gattin Lydia Jims Avancen beinahe nachgegeben hat, hat Harry die junge Krankenschwester Cora geküsst. Doch Fritz öffnet Harry wieder die Augen für die Schönheit seiner Ehegattin Lydia und den Wert seiner Partnerschaft und Familie und Harry kehrt zu ihr zurück, wie sie zu ihm. Die Ehe hat ihre Stagnationsphase überwunden. Professor Seidels Visionen haben bei der Patientenschaft den Effekt, dass er den Ruf eines „Wunderdoktors“ erhält. Die Patienten strömen in die Klinik, die Rentabilität steigt, der Professor und sein Tick werden zur Cash Cow.
Die Schlussszene durchbricht die „vierte Wand“ des vorgestellten Spielraumes, die Schwester richtet das Wort an die Zuschauer und erzählt, wie Professor Seidels Visionen von Fritz ein Ende nahmen. Fritz war im selben Moment verschwunden, als der Professor einen neuen Erdenbürger in einer Notgeburt im Taxi auf die Welt geholt hatte.
Letzten Endes wird der Arzt sogar vom Ministerpräsidenten (gespielt von Christian Wulff) gelobt.

## Kritiken
- "Wedel trägt in ohnehin schon grotesken Situationen zu dick auf. Dem vergleichsweise subtil gezeichneten Professor stehen satirisch entstellte, panoptikumsreife Kontrahenten gegenüber. Das schmonzettige Finale (mit dem echten Christian Wulff in der Rolle des niedersächsischen Ministerpräsidenten) kann man vielleicht noch durchgehen lassen. Geradezu ärgerlich sind die jedoch mitunter hölzernen, ja geradezu deklamierten Dialoge, selbst wenn das zu Wedels aufklärerischem Impetus passen mag. Trotz dieser Schwächen bleibt "Mein alter Freund Fritz" ein sympathischer Film. Er verfügt über sehr gute Schauspieler. Er sucht nach einem unkonventionellen, unterhaltsamen Zugang zu einem gern verdrängten Thema. Und er vermittelt eine Botschaft, über die sich diskutieren lässt. Er ächzt zwar etwas unter ihrer Last. Aber er trägt sie eineinhalb Stunden und sie ihn." (Berliner Morgenpost[1])

- "Am Ende ist das Gespenst Fritz verschwunden - wir haben gelernt, dass es gar keine Geister gibt und Fritz nur Chiffre eines unterdrückten Schuldgefühls war. Wie schade. Als wäre das nicht genug, taucht am Ende auch noch der leibhaftige niedersächsische Ministerpräsident Christian Wulff (CDU) auf, schüttelt Hände und hält eine Rede zur Einweihung des erweiterten Krankenhauses: Die Welt ist wieder in Ordnung. Und das ist dann richtig gespenstisch." (taz[2])

- „Turbulent-besinnliche Fernseh-Komödie, die ärztliche Hybris und den Klinikalltag ironisch aufs Korn nimmt und an die Menschlichkeit appelliert, die im modernen Alltag häufig in Vergessenheit zu geraten droht. Solide inszeniert, in der Hauptrolle überzeugend und auch anrührend gespielt, hinterlässt der Film dennoch einen eher faden Nachgeschmack, weil ihm der gesellschaftliche Biss fehlt.“ (Lexikon des Internationalen Films[3])